# مزاد إنجليزي

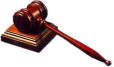

المزاد الإنجليزي، (بالإنجليزية: English auction)، هو نوع من أنواع المزاد، وهو الأكثر شيوعاً واستخداماً، كثيراً ما يُصور هذا المزاد في الأفلام والإعلانات التلفزيونية والروايات. وعادةً ما يكون هناك غرض واحد للبيع، مقدم من قبل بائع واحد. يفتتح المزاد بالإعلان عن مزايدة الافتتاح المقترحة، وهي إما عبارة عن سعر البدء، أو أقل سعر يمكن للبائع أن يبيع به الغرض، بعد ذلك يتم قبول المزايدات المرتفعة، من المشترين المتواجدين، والذين لديهم اهتمام بهذا الغرض.
يزايد شخص، فيزايد آخر بسعرٍ أعلى، وهكذا دواليك حتى لا يبقى أحد مستعد لتقديم سعر أعلى من ذلك. حين يلتزم الجميع الصمت، يباع الغرض للشخص الذي قدم سعراً أعلى. عادةً ما يكون هناك وقت محدد لاستمرار المزاد، وبانتهاء هذا الوقت ينتهي المزاد. وعلى العكس من المزادات مغلقة المزايدة، فإن المزادات التي تعتمد سياسة الاحتجاج أو المزايدة المفتوحة هي مزادات مفتوحة أو شفافة كلياً، بالرغم من أن هويات المشترين المتنافسين مجهولة لبعضهم البعض.
و بصورة أعم فإن آلية المزاد تعتبر إنجليزية إذا كانت تنطوي على عملية تكرارية لتعديل الأسعار في اتجاه سلبي للمتزايدين (زيادة السعر في حال كان الغرض يباع لمجموعة من المشترين، أو نقصان السعر في حال تنافس عدد من الباعة في مزادٍ عكسي).

## القوانين
في المزاد الإنجليزي وكما ذكرنا سابقاً، هناك وقت محدد لاستمرار المزاد وبانتهاء هذا الوقت ينتهي المزاد أيضاً، قد يكون هذا الوقت مجرد ساعات وقد يمتد لأيام. كما أن هناك سعراً «محفوظاً أو محجوزاً» للغرض المراد بيعه والذي لا يمكن بيع هذا الغرض بسعرٍ أقل منه، فإذا لم يزايد أحد بسعر أعلى منه فإن الغرض لا يباع وينتهي عندها المزاد. كما أن هناك إطار زمني محدد لإعلان المزايدة، فإذا لم يعلن أحد المزايدين السعر خلال هذا الإطار فإن المزايد ذو السعر الأعلى يشتري الغرض. وكذلك فإن هناك حداً أدنى للمزايدة، بمعنى أنه لا يمكنك المزايدة على غرض برفعك للسعر بأقل من هذا الحد.

## المزايدة
واحدة من مزايا المزاد الإنجليزي أن بإمكان المزايد كسب المعلومات. حيث باستطاعته ليس فقط ملاحظة انسحاب المزايدين الآخرين، بل وأيضاً معرفة من قدم أعلى المزايدات في اللحظات الأخيرة الماضية، وهذا يعطيه القدرة على تقييم هؤلاء المزايدين ومراجعة تقييمه لنفسه أيضاً.
أما في المزاد الإنجليزي ذو القيم الخاصة (أي أن يضع كل مزايد حد أعلى للسعر الذي سيدفعه من أجل الغرض المباع ودون معرفة الآخرين بهذه القيمة)، فإن الاستراتيجية الناجحة هي أن يستمر المزايد في تقديم العروض حتى يصل العرض إلى القيمة التي وضعها في الاعتبار. وبالتالي فإن الشخص ما قبل الأخير (أي صاحب ثاني أعلى قيمة للغرض) سينسحب من المزايدة متى ما بلغ العرض الحد الأعلى الذي وضعه لنفسه، ومن هنا فإن المزايد الذي وضع أعلى قيمة خاصة للغرض سيشتريه بسعر مساوي لثاني أعلى قيمة.

## استراتيجيات المزايدة المطبقة
هناك عدد من الاستراتيجيات والأجهزة التي يتم استخدامها من قبل المزايدين، بعضها عملي وبعضها نفسي. هذه الاستراتيجيات يمكن تطبيقها على جميع أنواع المزادات وليس فقط على المزاد الإنجليزي.
- مزايدة القفز: هي المزايدة بسعر أعلى بكثير من المزايدات السابقة. على سبيل المثال: إذا كانت المزايدات تسير على النحو التالي 100 ريال، ثم أصبحت 110 ريال ومن ثم 120 ريال، فإن المزايد الذي يطبق هذه الاستراتيجية ربما سيزايد بـ300 ريال! ينتج عن هذه الاستراتيجية نتيجتان أوليتان، لكن واحدة فقط تصب في مصلحة مطبق الاستراتيجية. الأولى تكون من ناحية المزايدين الآخرين، الذين سيشعرون أن مطبق هذه الاستراتيجية سيتفوق عليهم دائماً في المزايدة، وبالتالي سيتوقفون عن المزايدة حتى ولو كانوا على استعداد لدفع أكثر من 300 ريال. أما النتيجة الثانية فهي شراء المزايد للقطعة المعروضة بسعرٍ أعلى من ذاك الذي قد يتوقف عنده المزايدة. ففي المثال السابق، سيشتري مطبق الاستراتيجية الغرض بـ300 ريال، على الرغم من أن المزايدين الآخرين كانوا سيتوقفون عند السعر 120 وكان بإمكانه شراءها 130 ريال فقط!!
- قطع المزايدة: في العادة ترتفع أسعار المزايدة بنمط معين، إلا أن يتم تغيير ذلك من قبل المسؤول عن المزاد (الدلال). فعلى سبيل المثال: لو كانت المزايدة تسير على النحو التالي، 1100 ريال، 1200 ريال، 1300 ريال وكنت تريد المزايدة بـ 1350 بدلاً من 1400، فبإمكانك الإشار إلى الدلال عن طريق رفع إحدى يديك وحمل الأخرى أفقياً عند عنقدك بحيث يكون كفك إلى الأسفل. هذه الإشارة توضح للدلال أنك تريد قطع سعر المزايدة إلى النصف. كما أنه من الممكن أن تقول السعر الذي تريد المزايدة به، بدلاً من انتظار الموافقة من قبل الدلالين.
- مزايدة المنارة: عندما يقوم المزايد برفع شارته في الهواء وتركها هناك، فإن هذا يعرف بـ«مزايدة المنارة». والتي عادةً ما تحمل رسالة للمزايدين الآخرين مفادها «أنا في هذه الحرب لمدة طويلة». هذا قد يخيف المشترين الآخرين فيتوقفون عن المزايدة، أو قد ينتج عن ذلك دفع المزايد لسعر أعلى مما كان يريد لهذا الغرض.
- الإيماء/ هز الرأس: إذا كنت قد شاركت في المزايدة لوقتٍ طويل ونظر لك الدلال لمعرفة السعر التالي التي تريد المزايدة به، فإن إيماءك برأسك دليلٌ كافي لمعرفة أنك مازلت مشاركاً أو قد تهز رأسك ليكون دليلاً على عدم مشاركتك وانسحابك من المزاد.

## التغييرات
هناك العديد من التغييرات التي جرت على نظام المزاد الإنجليزي. فأحياناً، لا يتم الكشف عن السعر المحجوز للغرض. وأحياناً أخرى، تتم المزايدة عن طريق الإشارات بدلاً من أن يهتف بالسعر، هذه الإشارات قد تكون الإيماء بالرأس كما ذكرنا سابقاً أو جذب الإذن أو رفع شارات في الهواء. أحد التغييرات التي جرت على المزاد الإنجليزي هي الإعلان المفتوح للخروج من المزاد، حيث يجب على المزايد أن يعلن خروجه أو انسحابه من المزاد ولا يمكنهم بعدها الدخول مرة أخرى.

### المزاد الإنجليزي على مدار الساعة
المزاد الإنجليزي على مدار الساعة يبدأ المزاد بسعرٍ منخفض جداً ثم يتصاعد تدريجياً بمضي الوقت. يجب على كل متزايد الإشارة إلى انسحابه من المزاد. متى ما انسحب المتزايد من المزاد، فإنه غير قادر على دخوله مجدداً. عندما يتبقى مزايد واحد فقط، فإنه يفوز ويدفع السعر الحالي.

### مزاد الوقت الفاصل
مزاد الوقت الفاصل أو ما يسمى بالمزاد الإنجليزي ذو الإغلاق الصعب أو الجاد. في هذا النوع من المزاد، كل المزايدات يجب أن تكتمل في وقت مخصص. هذا النوع يستخدم في مزادات العقارات أو المخطوطات، حيث يستمر المزاد لأيام أو أسابيع. إيباي يستخدم هذا النوع أيضاً.
استراتيجيات المزايدة المستخدمة في هذا النوع من المزادات مثيرة للاهتمام، أحياناً يقوم المزايد بالمزايدة بسعرٍ عالٍ منذ البداية وذلك ليخيف المنافسين الآخرين. أو أن ينتظر حتى اللحظات الأخير قبل قيامه بعرض مزايدة مرتفعة نسبياً، وهذه كثيراً ما تحدث في مزاد إيباي حيث تقدم مزايدة غير متوقعة في الدقائق الأخيرة.

### مزاد الشمعة
مزاد الشمعة هذا النوع من المزادات كان يستخدم في الفترة من 1490 حتى 1893 ولا يزال يستخدم في بعض الأحيان في أيامنا هذه لأغراضٍ احتفالية أو على الانترنت. بعد عام 1674، بدأ المزاد الإنجليزي يحل محل هذا النوع تدريجياً في معظم الحالات. كلا المزادين عبارة عن مزاد تصاعدي علني. الدلال (المسؤول عن المزاد) يشعل شمعة طولها بوصة واحدة فوق مكتبه ويقبل المزايدات فقط طالما الشمعة تحترق (15 إلى 20 دقيقة).
عدم القدرة على التنبؤ باللحظة التي سينتهي عندها المزاد وستكون المزايدات بعدها غير مقبولة، يتم استخدامها مرةً أخرى في عصر الإنترنت. في مزادات الشمعة بدون شمعة، الحاسوب هو الذي يختار عشوائياً الوقت الذي سينتهي عنده المزاد. هذا يمنع المتزايدين من الانتظار حتى اللحظة الأخير لتقديم عروضهم النهائية، على العكس من ذلك فإن المزايدات ستتوزع ويتم تقديمها مبكراً. وبالتالي فإن مزايدات إضافية أخرى قد تزيد السعر النهائي، وهذا سيرفع السعر النهائي إلى حدٍ لم يكن سيصل إليه بطريقة أخرى.